# Ischnocnema octavioi
Ischnocnema octavioi es una especie de anfibio anuro de la familia Brachycephalidae.

## Distribución geográfica
Esta especie es endémica de Brasil. Habita desde el nivel del mar hasta 1200 m de altitud:
- en Río de Janeiro y Casimiro de Abreu en el estado de Río de Janeiro;
- en Matilde en el municipio Alfredo Chaves en el estado de Espírito Santo.[4]

## Etimología
Esta especie lleva el nombre en honor a Octavio de Oliveira.

## Publicación original
- Bokermann, 1965 : A new Eleutherodactylus from southeastern Brazil. Copeia, vol. 1965, n.º 4, p. 440-441.[5]